# 麥卡瑟山
71°11′S 70°20′W / 71.183°S 70.333°W
麥卡瑟山（英語：Mount McArthur）是南極洲的山峰，位於亞歷山大一世島南部，屬於沃爾頓山脈的一部分，海拔高度約1,450米，以英國的地球物理學家命名。